# Ladtjärnen (Norrbärke socken, Dalarna)
Ladtjärnen är en sjö i Smedjebackens kommun i Dalarna och ingår i Norrströms huvudavrinningsområde.